# Mac Gollehon
Mac Gollehon is een Amerikaanse trompettist (rock, pop, jazz, blues), die op meer dan tweehonderd gouden en platina platen en remixen heeft gespeeld. Hij staat vooral bekend om zijn optredens op Let's Dance (David Bowie), Notorious en Skin Trade (Duran Duran), Get Out Of My Dreams (Billy Ocean) en Inside Story (Grace Jones).

## Biografie
Mac Gollehon begon met spelen met countrybands op 10-jarige leeftijd in zijn huis in North Carolina. Op 13-jarige leeftijd speelde hij in het circus met orkestleider Merle Evans. Op de middelbare school speelde hij met verschillende bands, evenals met het Roanoke Symphony Orchestra. Op 18-jarige leeftijd ging hij naar het Berklee College of Music en speelde 's nachts in het clubcircuit. Tijdens de zomers speelde hij met jazzlegendes als Buddy Morrow en Buddy Rich.
In 1979 verhuisde Gollehon naar New York en werd hij voorgesteld aan Miles Davis via een wederzijdse vriend. Davis gaf Gollehon de bijnaam 'Chops'. Het was rond deze tijd dat hij indruk begon te maken op New Yorkse producenten zoals Nile Rodgers, Arif Mardin en Mike Chapman. Hij stond bekend om zijn vermogen om in een handomdraai met arrangementen te komen, zoals destijds de norm in New York was. Door geleidelijk aan zijn naam op te bouwen in dit circuit, werkte hij samen met Mick Jagger en Bruce Springsteen. Mac Gollehon was ook lid van de band Brass Fantasy van zijn muzikale held Lester Bowie. in dezelfde periode reisde Gollehon met veel van de artiesten die hij in de studio ontmoette. Dit leidde tot langere periodes met bands als Duran Duran, Hall & Oates en Chaka Khan. Hij werkte mee aan letterlijk duizenden opnamen en op tientallen Top 40 singles.
Gedurende zijn hele carrière heeft Mac Gollehon zich regelmatig gericht op Latin muziek. Dit bereikte zijn hoogtepunt in opnamen met Latijnse legendes als Héctor Lavoe, Mighty Sparrow, Arrow, Larry Harlow, Frankie Ruiz, Richie Ray en Hilton Ruiz. Een ander hoogtepunt bereikte hij met zijn meest recente publicatie Mac Gollehon & The Hispanic Mechanics. All About Jazz zei dat de plaat zich richt op de grooves en ritmes die in de voorhoede staan van zowel Latin-muziek als salsa en EDM.

## Discografie
- 1996: Smokin' Section
- 1999: Live At The Blue Note
- 1999: Smokin' Live
- 2000: In The Spirit Of Fats Navarro
- 2010: Mac Straight Ahead
- 2011: Odyssey Of Nostalgia
- 2012: La Fama
- 2016: Mac Gollehon & The Hispanic Mechanics

## Opmerkelijke vermeldingen
Vermeldingen volgens AllMusic
| Jaar | Album                                 | Artiest       | Credit                                 |
| ---- | ------------------------------------- | ------------- | -------------------------------------- |
| 1982 | The Hunter                            | Blondie       | Hoorn arrangementen, Trompet           |
| 1983 | Let's Dance                           | David Bowie   | Trompet                                |
| 1985 | When the Boys Meet the Girls          | Sister Sledge | Trompet, solist                        |
| 1985 | Live at the Apollo                    | Hall & Oates  | Trompet, hoornsectie                   |
| 1985 | Do You                                | Sheena Easton | Trompet                                |
| 1986 | L Is for Lover                        | Al Jarreau    | Muzikant, reeds                        |
| 1986 | Notorious                             | Duran Duran   | Muzikant                               |
| 1988 | Big Thing                             | Duran Duran   | Trompet                                |
| 1989 | Sound + Vision                        | David Bowie   | Trompet                                |
| 1990 | Changesbowie                          | David Bowie   | Trompet                                |
| 1992 | Chic-ism                              | Chic          | Trompet, piccolotrompet, bugel         |
| 1999 | Live at the Budokan                   | Chic          | Trompet                                |
| 2000 | Original Gold                         | Duran Duran   | Trompet                                |
| 2001 | Seven and the Ragged Tiger            | Duran Duran   | Muzikant                               |
| 2002 | In Japan                              | Chic          | Trompet                                |
| 2004 | Live at the Budokan                   | Chic          | Lid van toegeschreven artiest, trompet |
| 2009 | Live at the Budokan                   | Chic          | Trompet                                |
| 2011 | Dance, Dance, Dance: The Best of Chic | Chic          | Trompet                                |